# Баринітас
Баринітас (ісп. Barinitas) — місто на північному заході Венесуели, штат Баринас.

## Географія
Місто розташовано у східному передгір'ї хребта Кордильєра-де-Мерида.

### Клімат
Місто знаходиться у зоні, котра характеризується кліматом тропічних саван. Найтепліший місяць — березень із середньою температурою 26.4 °C (79.5 °F). Найхолодніший місяць — грудень, із середньою температурою 24.8 °С (76.6 °F).
| Клімат Баринітаса       | Клімат Баринітаса | Клімат Баринітаса | Клімат Баринітаса | Клімат Баринітаса | Клімат Баринітаса | Клімат Баринітаса | Клімат Баринітаса | Клімат Баринітаса | Клімат Баринітаса | Клімат Баринітаса | Клімат Баринітаса | Клімат Баринітаса | Клімат Баринітаса |
| Показник                | Січ.              | Лют.              | Бер.              | Квіт.             | Трав.             | Черв.             | Лип.              | Серп.             | Вер.              | Жовт.             | Лист.             | Груд.             | Рік               |
| Середня температура, °C | 25,1              | 25,9              | 26,4              | 26,2              | 25,7              | 25,2              | 25                | 25,2              | 25,5              | 25,4              | 25,3              | 24,8              | 25,5              |
| Норма опадів, мм        | 35.5              | 44.2              | 78.1              | 194.4             | 284.5             | 303.1             | 280.4             | 292.3             | 255.5             | 292.7             | 169.9             | 68.3              | 2298.9            |
| Днів з опадами          | 4,7               | 4,3               | 6,3               | 14,2              | 15,4              | 18,3              | 17,1              | 18,1              | 15,9              | 15,5              | 10,8              | 6,4               | 147               |
| Вологість повітря, %    | 72.5              | 69.6              | 68.7              | 74.7              | 80.9              | 81.5              | 81.5              | 81.8              | 81.8              | 82                | 81.8              | 77.6              | 77.9              |
| ----------------------- | ----------------- | ----------------- | ----------------- | ----------------- | ----------------- | ----------------- | ----------------- | ----------------- | ----------------- | ----------------- | ----------------- | ----------------- | ----------------- |
| Джерело: Weatherbase    |                   |                   |                   |                   |                   |                   |                   |                   |                   |                   |                   |                   |                   |